# 里奥塞科德塔皮亚
里奥塞科德塔皮亚，是西班牙卡斯蒂利亚-莱昂莱昂省的一个市镇。 总面积72平方公里，总人口533人（001年），人口密度7人/平方公里。